# Термоэлектрические материалы
Термоэлектри́ческие материа́лы — сплавы металлов или химические соединения, обладающие выраженными термоэлектрическими свойствами и применяемые в той или иной степени в современной промышленности. У термоэлектрических материалов три основных области применения — преобразование тепла в электричество (термоэлектрогенератор), термоэлектрическое охлаждение, измерение температур (от абсолютного нуля до тысяч градусов).

## Материалы

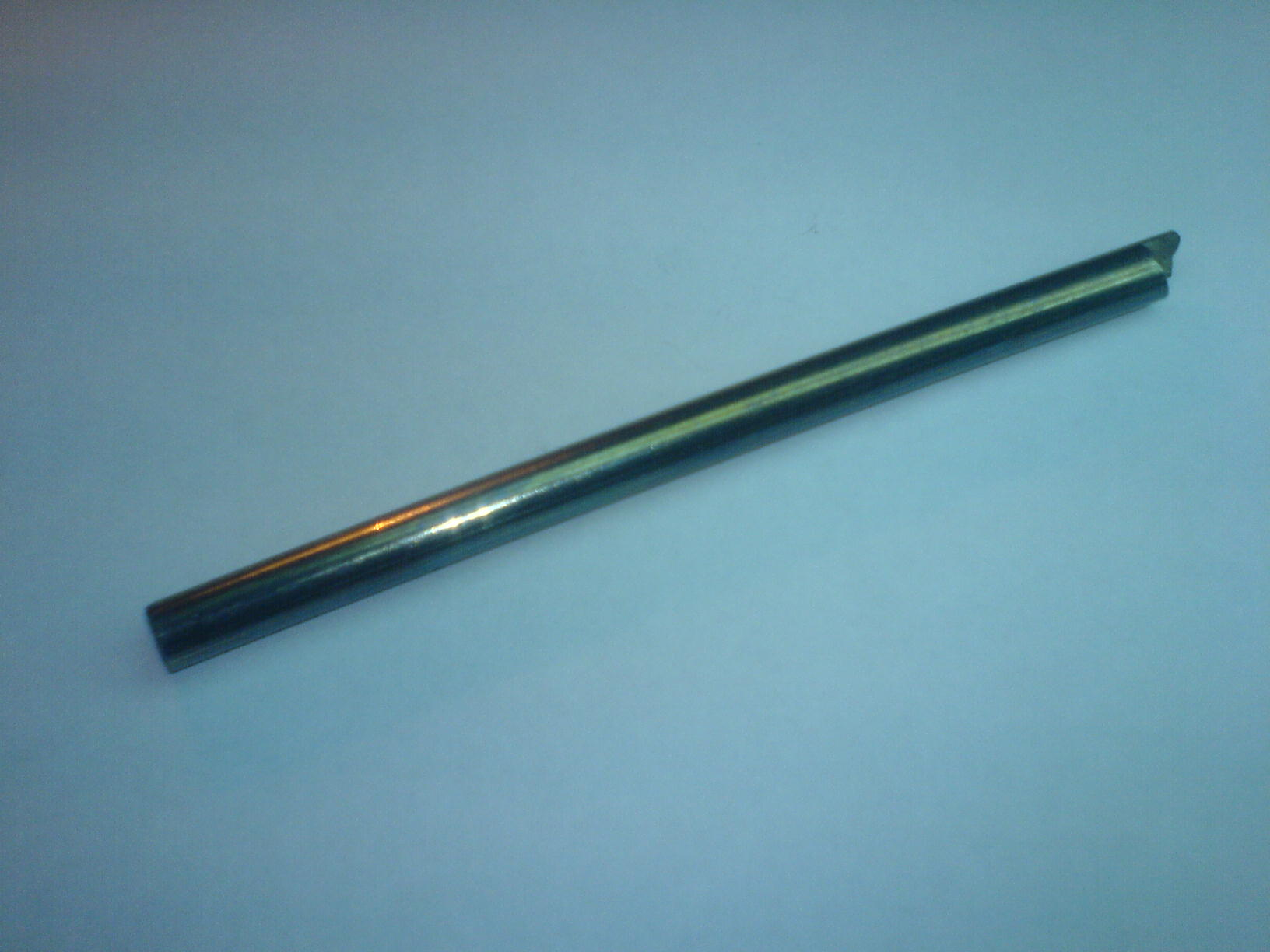
Монокристалл теллурида висмута

Термоэлектрическими свойствами обладают металлы и их соединения: оксиды, сульфиды, селениды, теллуриды, фосфиды, карбиды и др. Термоэлектрические свойства обнаружены также у сплавов металлов, сплавов соединений металлов, у интерметаллических соединений и у металлов кагоме. В зависимости от величины термо-ЭДС (мкВ/К), температуры плавления, тепло- и электропроводности, механических характеристик, термоэлектрические материалы подразделяются на:
- Материалы для измерения температур в пирометрии
- Материалы для термоэлектрогенераторов
- Материалы для термоэлектрических холодильников (холодильные)

Ниже показаны термоэлектрические материалы, применяемые и перспективные:

### Материалы для термоэлектрогенераторов
- Теллурид висмута
- Теллурид свинца
- Теллурид сурьмы
- Селенид висмута
- Селенид сурьмы
- Теллурид германия
- Моносульфид самария
- Селенид гадолиния
- Станнид магния
- Силицид магния

### Материалы для термоэлектрических холодильников
- Теллурид висмута

### Материалы для измерения температур
- Карбид кремния